# Olja Savičević
Olja Savičević (* 1974 in Split) ist eine kroatische Schriftstellerin.
Sie studierte Sprach- und Literaturwissenschaft an der Universität Zadar. Sie veröffentlichte drei Lyrikbände, die auszugsweise in mehrere Sprachen übersetzt wurden, und arbeitet als Kolumnistin, Literaturkritikerin und Herausgeberin.
2006 wurden die Erzählungen in Augustschnee von der Zeitung Vijenac und dem Verlag AGM als bestes Manuskript des Jahres ausgezeichnet und publiziert. Das Buch kam in die Shortlist der Jury für den Kiklop-Prosapreis und den Literaturpreis der Zeitung Jutarnji list. Für ihre Erzählung „Der Held“ erhielt sie den renommierten Marinković-Preis für Kurzprosa.
2011 erschien ihr erster Roman Lebt wohl, Cowboys bei Voland & Quist.
Olja Savičević ist Unterzeichnerin der 2017 veröffentlichten Deklaration zur gemeinsamen Sprache der Kroaten, Serben, Bosniaken und Montenegriner.

## Weitere Auszeichnungen
- 2020: Prix du premier roman étranger für Adios cow-boy

## Werke in deutscher Sprache
- Augustschnee. Aus dem Kroatischen von Blažena Radas. Voland & Quist, Dresden, 2008, ISBN 978-3-938424-28-5.
- Lebt wohl, Cowboys. Aus dem Kroatischen von Blažena Radas. Voland & Quist, Dresden, 2011, ISBN 978-3-938424-81-0.
- Sänger in der Nacht. Aus dem Kroatischen von Blažena Radas. Voland & Quist, Dresden, Leipzig 2018, ISBN 978-3-86391-215-4.